# Dance Remixes
Dance Remixes — перший альбом реміксів Мілен Фармер, випущений 23 листопада 1992 року.

## Написання і реліз
Замість простої компіляції, альбом містить два компакт-диски у французькій версії, включаючи ремікси п’ятнадцяти пісень співака. Ці ремікси, усі зроблені Лораном Бутонна та Тьєррі Рогеном (для останнього це була його остання співпраця), здебільшого публікувалися раніше як вінілові B-sides синглів Мілен Фармер, за винятком «We'll Never Die» (Techno Remix) і «Libertine» (Carnal Sins Remix), створений для цієї нагоди як «Extended Dance Remix» нової пісні «Que mon cœur lâche». Ця пісня, відео на яку зняв Люк Бессон, була єдиним синглом, випущеним для просування альбому, і останнім вінілом співака.
«We’ll Never Die» — єдина пісня з цього альбому, яка ніколи не була випущена як сингл.
Також була випущена міжнародна версія альбому. Він містить лише десять реміксів, включаючи ремікс «My Soul Is Slashed», англійську версію «Que mon cœur lâche». Окрім кількості назв, дві обкладинки також відрізняються кольором обкладинки (чорна для французької версії, біла для міжнародної).
Зображення в буклеті, зроблені Маріанною Розенштіль, показують тренування Мілен Фармер у тренажерному залі.
З цього альбому було два сингли: «Que mon cœur lâche» та його англомовна версія «My Soul Is Slashed» (доступна лише на європейському CD-альбомі).

## Трек-лист

### французька версія
Диск перший
1. "We'll Never Die" (техно ремікс) – 7:30
2. "Sans contrefaçon" (хлопчачий ремікс) – 5:55
3. «Трістана» (клубний ремікс) – 7:10
4. «Sans logique» (нелогічний клубний ремікс) – 7:11
5. «Allan» (розширений мікс – 7:57
6. «Ainsi soit je...» (максі ремікс) – 7:10
7. «Плюс грандір» (живий ремікс мами) – 6:25
8. «À quoi je sers...» (клубний ремікс) – 7:50

Диск другий
1. «Que mon cœur lâche» (розширений танцювальний ремікс) – 8:10
2. "Pourvu qu'elles soient douces" (клубний ремікс) – 6:30
3. «Libertie» (ремікс плотських гріхів) – 7:00
4. «Je t'aime melancolie» (розширений клубний ремікс) – 7:45
5. "Regrets" (розширений клубний ремікс) – 7:13
6. «Beyong MyControl» (забутий мікс – 8:03
7. «Désenchantée» (клубний ремікс) – 8:10

### Міжнародна версія
1. « Моя душа порізана » (гумова суміш) – 7:31
2. " Sans contrefaçon " (хлопчачий ремікс) – 5:55
3. « Je t'aime melancolie » (розширений клубний мікс) – 7:45
4. « Аллан » (розширений мікс) – 7:57
5. « Ainsi soit je... » (максі ремікс) – 7:10
6. "We'll Never Die" (техно ремікс) – 7:30
7. « Sans logique » (нелогічний клубний ремікс) – 7:11
8. " Pourvu qu'elles soient douces " (клубний ремікс) – 6:30
9. « Beyond My Control » (забутий мікс) – 8:03
10. « Désenchantée » (клубний ремікс) – 8:10